# 格林維爾 (愛荷華州)
格林維爾（英語：Greenville）是一個位於美國愛荷華州克萊縣的城市。

## 地理
格林維爾的座標為43°00′58″N 95°08′44″W / 43.01611°N 95.14556°W，而該地的平均海拔高度為424米（即1391英尺）。

## 人口
根據2010年美國人口普查的數據，格林維爾的面積為0.47平方千米，當中陸地面積為0.47平方千米，而水域面積為0.00平方千米。當地共有人口75人，而人口密度為每平方千米159人。